# ملعب جالاك هاروبات سوريانغ
ملعب جالاك هاروبات سوريانغ (بالإندونيسية: Stadion Si Jalak Harupat)‏ هو ملعب كرة قدم متعدد الأغراض يقع في جاوة الغربية، إندونيسيا، يتسع لـ 40000 متفرج.

## التاريخ
بدأ بناء الملعب في 2001 وافتتح عام 2003. تم تجديده في 2009.